# Rodolfo Camacho
Pour les articles homonymes, voir Camacho.
Rodolfo Camacho, né le 17 octobre 1975 à Susacón (Colombie) et mort le 7 août 2016 à San Cristóbal dans l'État de Táchira (Venezuela), est un coureur cycliste vénézuélien.

## Biographie
Il meurt assassiné avec son fils de 17 ans, le 7 août 2016 à San Cristóbal dans l'État de Táchira, lors du cambriolage de son domicile,.

## Palmarès et résultats

### Palmarès par année
- 1999
  - 12e étape du Tour du Táchira
- 2000
  - 12e étape du Tour du Venezuela
- 2001
  - Tour de Guadeloupe
  - 8e étape du Tour du Táchira
- 2006
  - 7eb étape du Tour du Trujillo
- 2007
  - 8e étape du Clásico Ciclístico Banfoandes
- 2008
  - 3e étape du Clásico Virgen de la Consolación de Táriba
  - 10e étape du Clásico Ciclístico Banfoandes
  - 3e du Clásico Ciclístico Banfoandes

### Classements mondiaux
| Année            | 2005 | 2006 | 2007 | 2008 | 2009 | 2010 |
| ---------------- | ---- | ---- | ---- | ---- | ---- | ---- |
| UCI America Tour | 286e | 289e | 352e | 168e | 89e  | 406e |